# Alexander Gallus (Historiker)
Alexander Gallus (* 21. März 1972 in West-Berlin) ist ein deutscher Historiker und Politikwissenschaftler. Sein Interesse gilt insbesondere der Zeit- und Ideengeschichte des 20. Jahrhunderts.

## Leben und Wirken
Gallus wurde in Berlin-Wilmersdorf geboren und studierte zwischen 1991 und 1994 Geschichte, Politikwissenschaft und Volkswirtschaftslehre an der Freien Universität Berlin und der University of Oxford, an der er ein Master-Studium absolvierte. Anschließend war er von 1995 bis 1998 Promotionsstipendiat der Studienstiftung des deutschen Volkes und wurde 1999 bei Eckhard Jesse an der Technischen Universität Chemnitz zum „Dr. phil.“ promoviert.
Seit 1998 arbeitete Gallus als wissenschaftlicher Mitarbeiter bzw. Assistent am Institut für Politikwissenschaft der TU Chemnitz, ehe er 2006 einem Ruf der Universität Rostock auf eine Juniorprofessur für Zeitgeschichte und Geschichte des politischen Denkens folgte. Parallel dazu habilitierte sich Gallus 2011 an der TU Chemnitz und erhielt die Doppel-Venia Legendi für die Fächer Politikwissenschaft sowie Neuere und Neueste Geschichte. Seit dem Sommersemester 2012 war er an der Universität Rostock beurlaubt und vertrat die Professur für Politische Theorie und Ideengeschichte an der TU Chemnitz. Seit dem Wintersemester 2013 ist er Inhaber des Lehrstuhls für Politische Theorie und Ideengeschichte an der TU Chemnitz.
Alexander Gallus setzt sich für eine Wiederannäherung von Geschichts- und Politikwissenschaft ein. Dabei gehört er zu den Vertretern einer (zeit-)historisch informierten und kontextualisierten „Intellectual History“. Zu seinen Forschungsschwerpunkten zählen u. a.: Intellektuelle und Politik, das politische Denken im 20. Jahrhundert, Denkmodelle eines „dritten Weges“, Öffentlichkeit und öffentliche Meinung, die Ideengeschichte der Bundesrepublik, Wechselbeziehungen von Wissensgesellschaft und Ideologiezeitalter sowie Revolutionen in Theorie und Geschichte.
Seit 2009 ist er Mitherausgeber des Jahrbuch Extremismus & Demokratie, seit 2014 zudem der ebenfalls im Nomos-Verlag veröffentlichten Schriftenreihe „Revolutionen in Geschichte und Gegenwart“ (zusammen mit Andreas Fahrmeir und Klaus Schlichte). Er ist Mitglied im Wissenschaftlichen Beirat der Forschungsstelle Weimarer Republik an der Friedrich-Schiller-Universität Jena und des Buddenbrookhauses in Lübeck. Außerdem gehört er dem Auswahlausschuss der deutsch-amerikanischen Fulbright-Kommission an. Er gehört dem Wissenschaftlichen Beirat des Vereins Weimarer Republik zum Haus der Weimarer Republik an. Seit 2019 ist er Mitglied im Kuratorium der Wolf-Erich-Kellner-Gedächtnisstiftung.
Im Jahr 2016 gab er die bis dahin unter Verschluss gehaltenen Akten der Studienstiftung des deutschen Volkes der ehemaligen Stipendiaten Ulrike Meinhof, Horst Mahler und Gudrun Ensslin heraus. Die Zeit zählte diese Edition zu den wichtigsten Publikationen des Bücherherbstes 2016.

## Schriften (Auswahl)
Monografien
- Öffentliche Meinung und Demoskopie. Leske und Budrich, Opladen 1998, ISBN 3-8100-2063-X.
- Die Neutralisten. Verfechter eines vereinten Deutschland zwischen Ost und West (1945–1990). 2. Auflage. Droste, Düsseldorf 2006, ISBN 978-3-7700-5273-8.
- Heimat Weltbühne. Eine Intellektuellengeschichte im 20. Jahrhundert. Wallstein, Göttingen 2012, ISBN 978-3-8353-1117-6.
- Intellektuelle in ihrer Zeit. Geistesarbeiter und Geistesgeschichte im 20. Jahrhundert, Europäische Verlagsanstalt, Hamburg 2022, ISBN 978-3-86393-140-7.

Herausgeberschaften
- mit Eckhard Jesse: Staatsformen. Modelle politischer Ordnung von der Antike bis zur Gegenwart. Ein Handbuch. Böhlau, Köln u. a. 2004, ISBN 3-412-07604-X. (2. Auflage 2007, außerdem erschienen bei der Bundeszentrale für politische Bildung)
- Deutsche Zäsuren. Systemwechsel seit 1806. Böhlau, Köln u. a. 2006, ISBN 3-412-30305-4.
- mit Eckhard Jesse: Demokratie in Deutschland: Diagnosen und Analysen. Hrsg. mit Uwe Backes, Böhlau, Köln u. a. 2008, ISBN 978-3-412-20157-9.
- mit Werner Müller: Sonde 1957. Ein Jahr als symbolische Zäsur für Wandlungsprozesse im geteilten Deutschland (= Schriftenreihe der Gesellschaft für Deutschlandforschung. Bd. 98). Duncker & Humblot, Berlin 2010, ISBN 978-3-428-13449-6.
- Die vergessene Revolution von 1918/19. Vandenhoeck & Ruprecht, Göttingen 2010, ISBN 978-3-525-36386-7 (auch erschienen bei der Bundeszentrale für politische Bildung).
- mit Peter Burschel, Markus Völkel: Intellektuelle im Exil. Wallstein Verlag, Göttingen 2011, ISBN 978-3-835-30781-0.
- mit Axel Schildt: Rückblickend in die Zukunft. Politische Öffentlichkeit und intellektuelle Positionen in Deutschland um 1950 und um 1930 (= Hamburger Beiträge zur Sozial- und Zeitgeschichte. Bd. 48). Wallstein Verlag, Göttingen 2011, ISBN 978-3-8353-0871-8.
- Helmut Schelsky – der politische Anti-Soziologe. Eine Neurezeption. Wallstein Verlag, Göttingen 2013, ISBN 978-3-835-31297-5.
- mit Thomas Schubert, Tom Thieme: Deutsche Kontroversen. Festschrift für Eckhard Jesse. Nomos, Baden-Baden 2013, ISBN 978-3-848-70114-8.
- mit Axel Schildt, Detlef Siegfried: Deutsche Zeitgeschichte – transnational (= Hamburger Beiträge zur Sozial- und Zeitgeschichte. Bd. 53). Wallstein Verlag, Göttingen 2015, ISBN 978-3-835-31708-6.
- Politikwissenschaftliche Passagen. Deutsche Streifzüge zur Erkundung eines Faches. Nomos Verlag, Baden-Baden 2016, ISBN 978-3-8487-1898-6.
- Meinhof, Mahler, Ensslin. Die Akten der Studienstiftung des deutschen Volkes. Vandenhoeck & Ruprecht, Göttingen 2016, ISBN 978-3-525-30039-8 (kartonierte Sonderausgabe, Göttingen 2017, ISBN 978-3-525-30126-5).
- mit Sebastian Liebold, Frank Schale: Vermessungen einer Intellectual History der frühen Bundesrepublik, Wallstein Verlag, Göttingen 2020, ISBN 978-3-835-33472-4.
- ad „Weltbühne“. Ausgewählte kritische Kommentare zur Weimarer Republik, Europäische Verlagsanstalt, Hamburg 2023, ISBN 978-3-863-93163-6.